# Conostigmus versicolor
Conostigmus versicolor är en stekelart som beskrevs av Jean-Jacques Kieffer 1907. Conostigmus versicolor ingår i släktet Conostigmus och familjen trefåresteklar. Inga underarter finns listade i Catalogue of Life.